# Fuji Dream Airlines

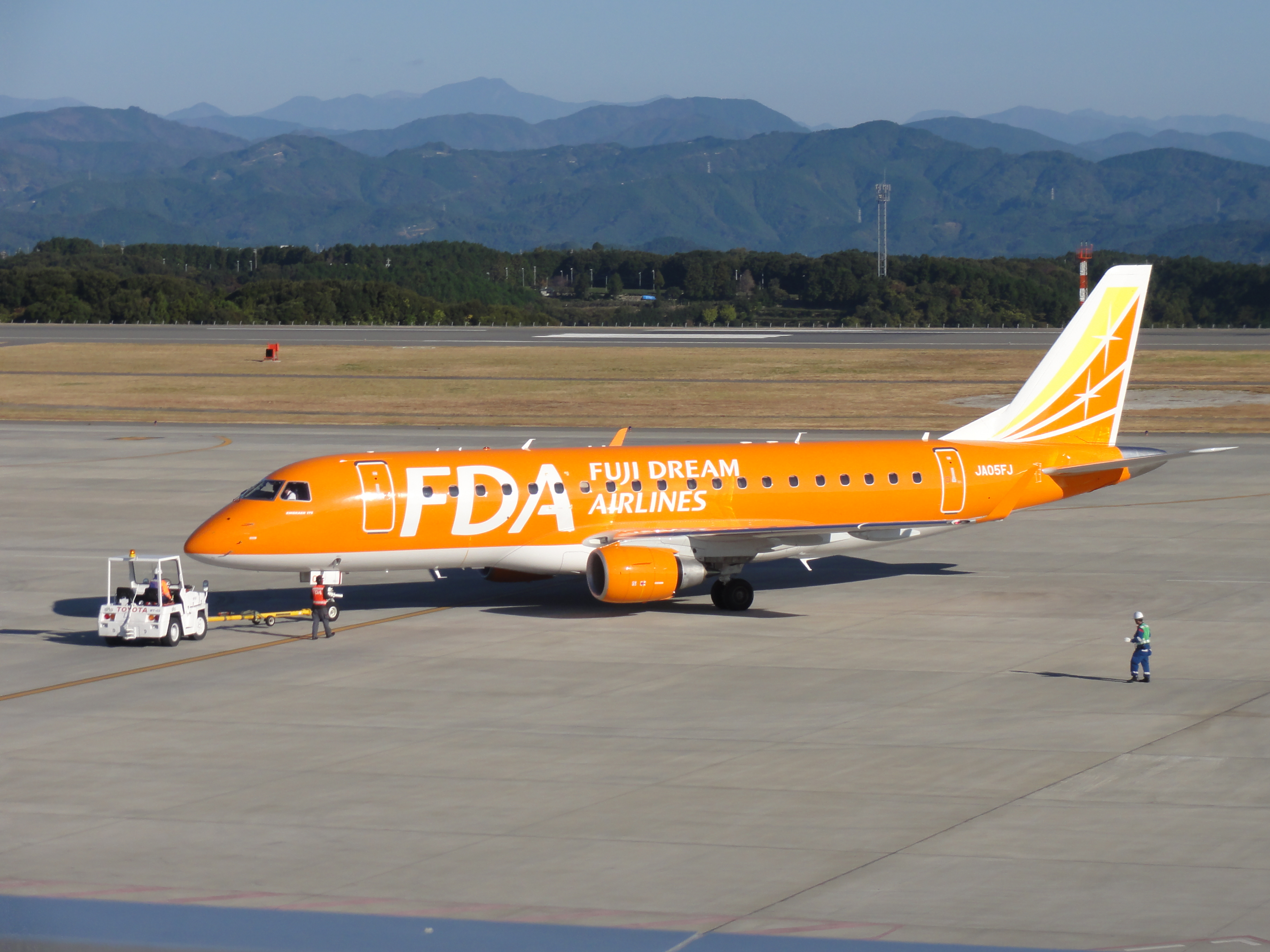
Samolot linii FDA w barwach pomarańczowych w Shizuoce

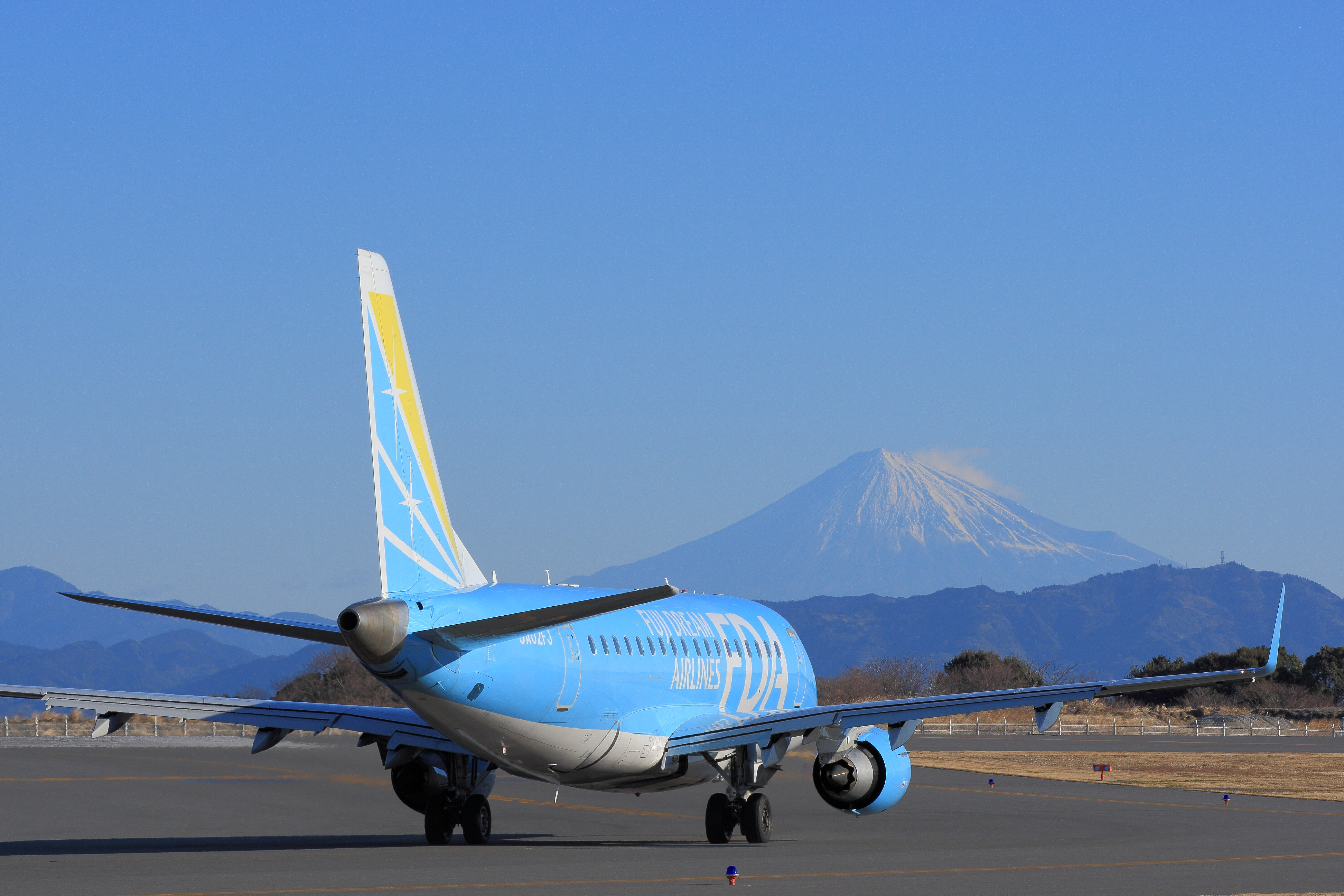
Samolot Embraer 170 linii FDA w barwach niebieskich w Shizuoce

Fuji Dream Airlines Co., Ltd. (FDA) (jap. 株式会社フジ ドリーム エアラインズ Kabushiki-gaisha Fuji Dorīmu Earainzu) to japońskie krajowe linie lotnicze z siedzibą w Makinoharze w prefekturze Shizuoka i głównym  węźle w Porcie lotniczym Shizuoka. Z tego też miasta linie te zaczęły swoją działalność 23 lipica 2009.

## Historia
Fuji Dream Airlines zostały założone 24 czerwca 2008 przez prezesa i dyrektora generalnego Yohei Suzuki z kapitałem finansowym 450 mln ¥. Linie lotnicze są "spółką córką" firmy Suzano & Co., Ltd., której podstawową działalność stanowi: spedycja krajowa i międzynarodowa, obsługa portowa, "customs broking" oraz składowanie i dystrybucja towarów.
Linie lotnicze FDA zainaugurowały swój pierwszy lot 23 lipca 2009. W tamtym czasie rozkład obejmował dwa loty dziennie do Komatsu i po jednym do Kagoshimy i Kumamoto, wszystkie z Shizuoki.

## Obsługiwane kierunki lotów
1 czerwca 2010 roku linie lotnicze Fuji Dream są operatorem lotów rejsowych na następujących kierunkach krajowych:
- Aomori - Port lotniczy Aomori
- Fukuoka - Port lotniczy Fukuoka
- Kagoshima - Port lotniczy Kagoshima
- Kumamoto - Port lotniczy Kumamoto
- Matsumoto - Port lotniczy Matsumoto
- Nagoja - Nagoja (główny węzeł)
- Niigata - Port lotniczy Niigata
- Sapporo - Nowy port lotniczy Sapporo-Chitose
- Shizuoka - Port lotniczy Shizuoka (główny węzeł)

## Flota
Według stanu na grudzień 2024 flota Fuji Dream Airlines składała się z 15 samolotów o średnim wieku 10,1 lat:
| Samolot      | Samolot | Samolot   | Liczba miejsc | Uwagi |
| Model        | Aktywne | Zamówione | Liczba miejsc | Uwagi |
| ------------ | ------- | --------- | ------------- | ----- |
| Embraer E170 | 2       | -         | 76            |       |
| Embraer E175 | 13      | -         | 84            |       |
| Łącznie      | 15      | 0         |               |       |